# Comté de Harrison (Mississippi)
Pour les articles homonymes, voir Comté de Harrison et Harrison.
Le comté de Harrison est situé dans l’État du Mississippi, aux États-Unis. Il comptait 189 601 habitants en 2000. Ses sièges sont Biloxi et Gulfport.